# Bithiodes
Bithiodes là một chi bướm đêm thuộc họ Geometridae.

## Các loài
- Bithiodes inexactata
- Bithiodes obliquata